# Équipe de France féminine de basket-ball en 1955
L'année 1955, l'équipe de France se contente de trois matchs amicaux, tous trois soldés par une défaite.

## Les matches
| Date            | Lieu  | Adversaire | Score      | Compétition | Meilleures marqueuse (France) |
| --------------- | ----- | ---------- | ---------- | ----------- | ----------------------------- |
| 20 mars 1955    | Paris | Bulgarie   | d. 63 - 35 | A           | -                             |
| 5 novembre 1955 | Paris | Hongrie    | d. 53 - 42 | A           | Édith Tavert-Kloechner (13)   |
| 8 décembre 1955 | Pavie | Italie     | d. 50 - 43 | A           | Édith Tavert-Kloechner (12)   |

d : défaite, v : victoire, AP : après prolongation
A : match amical, CM : Mondial 1953

## L'équipe
- Sélectionneur : -
- Assistants :  -

| Poste | Joueuse                | Nombre matchs | Nombre points | Club(s) 1953              |
| ----- | ---------------------- | ------------- | ------------- | ------------------------- |
| -     | Micheline Bejaud       | 1             | -             | -                         |
| -     | Colette Briand         | 1             | 0             | Paris UC                  |
| -     | Jacqueline Cator       | 2             | 5             | Paris UC                  |
| -     | Madeleine Cator        | 1             | 5             | Paris UC                  |
| -     | Anne-Marie Colchen     | 3             | -             | ASAN Le Havre             |
| -     | Susy Delmas            | 1             | 0             | Toulouse OAC              |
| -     | Jacqueline Duc         | 1             | 0             | AS Montferrand            |
| -     | Andrée Henry-Lucq      | 3             | -             | Lutèce                    |
| -     | Édith Tavert-Kloechner | 3             | -             | AS Montferrand            |
| -     | Denise Locatelli       | 2             | -             | Pavillon                  |
| -     | Thérèse Marfaing       | 3             | -             | Toulouse AC, Toulouse OAC |
| -     | Arlette Masini         | 1             | 3             | SMUC                      |
| -     | Ginette Mazel          | 3             | -             | AS Montferrand            |
| -     | Paulette Neyraud       | 2             | -             | FS Montpellier            |
| -     | Rolande Ribot          | 1             | -             | -                         |
| -     | Eliane Richard-Masson  | 1             | 2             | Paris UC                  |
| -     | Gisèle Roques          | 2             | -             | US Ivry                   |
| -     | Eliane Savelli         | 1             | -             | -                         |
| -     | Alice Seillier-Antoine | 1             | 0             | Amicale Bucaille          |
| -     | Madeleine Supt         | 2             | -             | AS Montferrand            |
| -     | Irène Zurowski         | 1             | 0             | AS Montferrand            |

## Sources et références
- CD-rom : 1926-2003 Tous les matchs des équipes de France édité par la FFBB.